# ترینگ واکر کونهوند
ترینگ واکر کونهوند (به انگلیسی: Treeing Walker Coonhound)، نام یکی از نژادهای سگ است که خاستگاه آن به ایالات متحده آمریکا بازمی‌گردد.

## خصوصیات
این نژاد در حالت بالغ به‌طور میانگین ۳۵–۵۵ پوند (۱۶–۲۵ کیلوگرم) وزن دارد. وزن جنس نر ترینگ واکر کونهوند ۴۰–۵۵ پوند (۱۸–۲۵ کیلوگرم) است و وزن جنس مادهٔ آن ۳۵–۴۰ پوند (۱۶–۱۸ کیلوگرم). ترینگ واکر کونهوند در حالت بالغ ۲۰–۲۷ اینچ (۵۱–۶۹ سانتیمتر) ارتفاع دارد. قد جنس نر ترینگ واکر کونهوند ۲۱–۲۷ اینچ (۵۳–۶۹ سانتیمتر) است و قد جنس مادهٔ آن ۲۰–۲۵ اینچ (۵۱–۶۴ سانتیمتر).